# Liste von Sakralbauten im Burgenlandkreis
Die Liste von Sakralbauten im Burgenlandkreis gibt eine möglichst vollständige Übersicht der im Burgenlandkreis im äußersten Süden des Landes Sachsen-Anhalt vorhandenen relevanten Sakralbauten mit ihrem Status, Adresse, Koordinaten und einer Ansicht (Stand Januar 2023).

## Kapellen
| Artikel                             | Beschreibung | Gemeinde         | Ortsteil         | Bild           | Koordinaten                  |
| ----------------------------------- | --- | ---------------- | ---------------- | -------------- | ---------------------------- |
| Burgkapelle Neuenburg               | Romanische Doppelkapelle auf Schloss Neuenburg (Freyburg), Straße der Romanik                                               | Freyburg         | Unstruttal       | weitere Bilder | 51° 12′ 31″ N, 11° 46′ 32″ O |
| Christkönigs-Kapelle (Eckartsberga) | Römisch-katholische Kapelle, 1934 erbaut                                                                                    | Eckartsberga     | Eckartsberga     | weitere Bilder | 51° 7′ 32″ N, 11° 33′ 26″ O  |
| Friedhofskapelle (Weißenfels)       | Wiederaufbau des Chorraums der ehemaligen Klosterkirche des Klarissenklosters                                               | Weißenfels       | Weißenfels       | weitere Bilder | 51° 11′ 44″ N, 11° 58′ 21″ O |
| Herz Jesu (Theißen)                 | Ehemalige katholische Kapelle, 2019 profaniert                                                                              | Zeitz            | Theißen          | weitere Bilder | 51° 5′ 12″ N, 12° 5′ 55″ O   |
| Ehem. Kapelle Kayna                 | Ehemals Profanbau, 1958–1967 als katholische Kapelle benutzt, danach profaniert                                             | Zeitz            | Kayna            |                | 50° 59′ 33″ N, 12° 14′ 19″ O |
| Ägidienkurie                        | Wohn- und Verwaltungsgebäude der Domherren, mit bemerkenswerter romanischer Kapelle, im Kern A. 13. Jh., Straße der Romanik | Naumburg (Saale) | Naumburg (Saale) | weitere Bilder | 51° 9′ 19″ N, 11° 48′ 10″ O  |
| Totenleuchte (Schulpforte)          | Sechseckiges gotisches Kapellenbauwerk, um 1268, Teil der Zisterzienserabtei Pforta, Straße der Romanik                     | Naumburg         | Schulpforte      |                | 51° 8′ 30″ N, 11° 45′ 14″ O  |

## Kirchengebäude
| Artikel                                           | Beschreibung | Gemeinde              | Ortsteil                  | Bild           | Koordinaten                    |
| ------------------------------------------------- | --- | --------------------- | ------------------------- | -------------- | ------------------------------ |
| Christkönig (Bad Kösen)                           | Katholische Kirche, 1937/38 nach Plänen von Wilhelm Ulrich errichtet | Naumburg (Saale)      | Bad Kösen                 | weitere Bilder | 51° 8′ 5″ N, 11° 43′ 30″ O     |
| Dorfkirche Altenroda                              | Gotischer Chor, 1718 eingreifend umgebaut | Bad Bibra             | Altenroda                 | weitere Bilder | 51° 14′ 27″ N, 11° 33′ 58″ O   |
| Dorfkirche Aue-Aylsdorf                           | Im Kern 12. Jh., erneuert 1674, Schiff mit Westturm und Apsis | Zeitz                 | Aylsdorf                  | weitere Bilder | 51° 3′ 55″ N, 12° 8′ 16″ O     |
| Dorfkirche Balgstädt                              | Spätromanischer Chorturm, Schiff 1739 erneuert | Balgstädt             | Balgstädt                 | weitere Bilder | 51° 12′ 23″ N, 11° 43′ 56″ O   |
| Dorfkirche Boblas                                 | Im Kern mittelalterl. Chorturmkirche, 1749–51 umgebaut | Naumburg (Saale)      | Boblas                    | weitere Bilder | 51° 6′ 37″ N, 11° 48′ 54″ O    |
| Dorfkirche Bothfeld                               | Saalkirche 1795 mit polygonalem Chor, Westturm mit Spitzhelm 1884 | Lützen                | Bothfeld                  | weitere Bilder | 51° 14′ 49″ N, 12° 6′ 31″ O    |
| Dorfkirche Breitenbach (Wetterzeube)              | Kleiner barocker Rechtecksaal mit Ostturm, um 1715 | Wetterzeube           | Breitenbach (Wetterzeube) | weitere Bilder | 51° 0′ 14″ N, 12° 4′ 37″ O     |
| Dorfkirche Burgheßler                             | Rechtecksaal mit Westturm, im Kern 12. Jh., 1635 umgebaut | An der Poststraße     | Burgheßler                | weitere Bilder | 51° 9′ 28″ N, 11° 39′ 7″ O     |
| Dorfkirche Burgholzhausen                         | Flachgedeckter Saal 1611 mit Turm 1847; Umbau 1935/36 | Eckartsberga          | Burgholzhausen            | weitere Bilder | 51° 8′ 4″ N, 11° 31′ 3″ O      |
| Dorfkirche Burkersroda                            | Massiger spätgotischer Chorturm mit Haube, Chor kreuzgratgewölbt. Schiff mit Stuckdecke | Balgstädt             | Burkersroda               | weitere Bilder | 51° 10′ 31″ N, 11° 38′ 24″ O   |
| Dorfkirche Dorndorf (Laucha an der Unstrut)       | Im Kern mittelalterliche Chorturmkirche, 12./13. Jh., Schiff erneuert im 17. Jh., Kanzelaltar 18. Jh., spätmittelalterlicher Altarschrein                                                                      | Laucha an der Unstrut | Dorndorf                  | weitere Bilder | 51° 14′ 4″ N, 11° 40′ 49″ O    |
| Dorfkirche Draschwitz                             | Stattlicher rechteckiger Putzbau mit Dreiseitschluss, 1745 | Elsteraue             | Draschwitz                | weitere Bilder | 51° 5′ 51″ N, 12° 10′ 42″ O    |
| Dorfkirche Eulau                                  | Barocker Saal mit wohl im Unterbau mittelalterlichem Westturm mit Haube und Laterne, Kanzelaltar 1717 wohl bauzeitlich                                                                                         | Naumburg (Saale)      | Eulau                     | weitere Bilder | 51° 10′ 51″ N, 11° 51′ 13″ O   |
| Dorfkirche Goldschau                              | Spätgotisch verputzter Bruchsteinbau mit dreiseitigem Chorschluss, westlicher Dachturm | Osterfeld             | Goldschau                 | weitere Bilder | 51° 3′ 41″ N, 11° 53′ 51″ O    |
| Dorfkirche Golzen                                 | Im Kern mittelalterliche Chorturmkirche, 1722 barock umgebaut | Bad Bibra             | Golzen                    | weitere Bilder | 51° 13′ 11″ N, 11° 38′ 16″ O   |
| Dorfkirche Gößnitz                                | Spätgot. Schiff mit dreiseitigem Ostschluss, 1675/78 sowie 1699/1701 umgebaut | An der Poststraße     | Gößnitz                   | weitere Bilder | 51° 9′ 1″ N, 11° 35′ 54″ O     |
| Dorfkirche Gröbitz                                | Einschiffige Saalkirche des 18. Jh. mit spätgotischem Turm nördlich am Chor | Teuchern              | Gröbitz                   | weitere Bilder | 51° 7′ 58″ N, 11° 55′ 29″ O    |
| Dorfkirche Großgöhren                             | Romanische Saalkirche mit spätgotischem Chor, der Westturm im Kern romanisch, Inneres tonnengewölbt (1690) | Lützen                | Großgöhren                | weitere Bilder | 51° 13′ 30″ N, 12° 4′ 34″ O    |
| Dorfkirche Großgörschen                           | Einschiffiger Rechtecksaal mit Westquerturm, überwiegend 12./13. Jh. | Lützen                | Großgörschen              | weitere Bilder | 51° 12′ 57″ N, 12° 11′ 3″ O    |
| Dorfkirche Großwilsdorf                           | Rechteckige romanische Chorturmkirche, umgebaut im 17. Jh. | Naumburg (Saale)      | Großwilsdorf              | weitere Bilder | 51° 10′ 52″ N, 11° 45′ 4″ O    |
| Dorfkirche Haardorf (Osterfeld)                   | Ungewöhnlich große Saalkirche in neuromanischen Formen 1846–48 erbaut. | Wethautal             | Haardorf (Osterfeld)      | weitere Bilder | 51° 4′ 1″ N, 11° 54′ 52″ O     |
| Dorfkirche Hassel (Droyßig)                       | Kleiner romanischer Quaderbau, ehemals wohl Chorturm, mit Apsis 2. H. 12. Jh. | Droyßig               | Hassel (Droyßig)          | weitere Bilder | 51° 2′ 23″ N, 12° 0′ 30″ O     |
| Dorfkirche Hassenhausen                           | Spätgotische Chorturmkirche 1788, Turm 1855 erneuert | Naumburg (Saale)      | Hassenhausen              | weitere Bilder | 51° 7′ 38″ N, 11° 39′ 32″ O    |
| Dorfkirche Heiligenkreuz                          | Spätgotische Saalkirche mit dreiseitigem Ostschluss, 1701/10 barockisiert | Naumburg (Saale)      | Heiligenkreuz             | weitere Bilder | 51° 6′ 26″ N, 11° 45′ 29″ O    |
| Dorfkirche Hollsteitz                             | Stattliche Saalkirche mit dreiseitigem Ostschluss 1745, 1868 erneuert | Kretzschau            | Hollsteitz                | weitere Bilder | 51° 4′ 45″ N, 12° 2′ 11″ O     |
| Dorfkirche Keutschen                              | Romanische Saalkirche mit eingezogenem Chor und Apsis um 1200; der Turm über dem Chor aus Fachwerk um 1420 (d)                                                                                                 | Hohenmölsen           | Keutschen                 | weitere Bilder | 51° 8′ 26″ N, 12° 4′ 57″ O     |
| Dorfkirche Kirchsteitz                            | Kleine Chorturmkirche 13. Jh.; Turm über tonnengewölbtem Rechteckchor, Inneres 1837 klassizistisch umgestaltet.                                                                                                | Kretzschau            | Kirchsteitz               | weitere Bilder | 51° 3′ 45″ N, 12° 2′ 12″ O     |
| Dorfkirche Kistritz (Teuchern)                    | Urspr. mittelalterliche Chorturmkirche, flachgedecktes Schiff mit Ausstattung 1690/96 | Teuchern              | Kistritz                  | weitere Bilder | 51° 6′ 14″ N, 11° 58′ 1″ O     |
| Kirche Kleinhelmsdorf                             | Chorturmkirche, Turm im Grundbau romanisch, Turmoberbau und Schiff aus 18. Jh. | Wethautal             | Kleinhelmsdorf            | weitere Bilder | 51° 2′ 8″ N, 11° 56′ 5″ O      |
| Dorfkirche Kleingestewitz                         | Kleine romanische Chorturmkirche mit eingezogener hufeisenförmiger Apsis, barockisiert | Molauer Land          | Kleingestewitz            | weitere Bilder | 51° 4′ 36″ N, 11° 45′ 18″ O    |
| Dorfkirche Kleinjena                              | Weithin sichtbares neuromanisches Bauwerk 1837–39 mit klassizistischen Emporen, Altarbild um 1680 | Naumburg (Saale)      | Kleinjena                 | weitere Bilder | 51° 10′ 54″ N, 11° 46′ 32″ O   |
| Dorfkirche Kleinkorbetha                          | 1855 erbaute Saalkirche, evangelisch-lutherisch, nicht mehr in Nutzung | Weißenfels            | Kleinkorbetha             | weitere Bilder | 51° 15′ 19″ N, 12° 2′ 45″ O    |
| Dorfkirche Kleinwangen                            | Barockes Schiff mit eingezogenem Rechteckchor, über dem Chor Turmaufsatz | Nebra                 | Kleinwangen               | weitere Bilder | 51° 16′ 23″ N, 11° 32′ 55″ O   |
| Dorfkirche Klosterhäseler                         | Saalbau mit Chorturm, 1766 anstelle des namensgebenden Klosters erbaut | An der Poststraße     | Klosterhäseler            | weitere Bilder | 51° 9′ 45″ N, 11° 36′ 41″ O    |
| Dorfkirche Kretzschau                             | Stattliche neugotische Saalkirche mit polygonalem Ostschluss, 1901; seitlich gestellter Ostturm mit schlankem Helm                                                                                             | Kretzschau            | Kretzschau                | weitere Bilder | 51° 3′ 12″ N, 12° 4′ 16″ O     |
| Dorfkirche Kriechau                               | Neugotische Kirche 1883 mit eingezogenem Chor und Turm mit Spitzhelm, malerische Lage | Weißenfels            | Kriechau                  | weitere Bilder | 51° 14′ 4″ N, 12° 0′ 43″ O     |
| Dorfkirche Krössuln                               | Mittelalterliche Saalkirche mit dreiseitig geschlossenem Chor, Südturm mit Glockengeschoss aus Backstein und Spitzhelm 2. H. 19. Jh.                                                                           | Teuchern              | Krössuln                  | weitere Bilder | 51° 7′ 22″ N, 11° 59′ 30″ O    |
| Dorfkirche Leislau                                | Spätromanische Chorturmkirche mit halbkreisförmiger Apsis, 3. V. 12. Jh. | Molauer Land          | Leislau                   | weitere Bilder | 51° 5′ 0″ N, 11° 44′ 44″ O     |
| Dorfkirche Lobas                                  | Einschiffige, im Kern wohl romanische Kirche mit anschließendem quadratischem Turm, mehrfach verändert | Zeitz                 | Lobas                     | weitere Bilder | 51° 0′ 29″ N, 12° 13′ 42″ O    |
| Dorfkirche Löbitz                                 | Spätgotische Saalkirche mit dreiseitigem Chorschluss um 1487 | Mertendorf            | Löbitz                    | weitere Bilder | 51° 5′ 14″ N, 11° 53′ 8″ O     |
| Dorfkirche Lossa                                  | Spätgotisches Schiff mit polygonalem Schluss und Westturm, Ausstattung 19. Jh. | Finne                 | Lossa                     | weitere Bilder | 51° 13′ 21″ N, 11° 24′ 48″ O   |
| Dorfkirche Loitsch (Zeitz)                        | Rechtecksaal mit hohem, dreigeschossigem Ostturm, oberstes Geschoss achteckig mit Haube, 1736 | Zeitz                 | Loitsch                   | weitere Bilder | 51° 1′ 51″ N, 12° 13′ 19″ O    |
| Dorfkirche Markwerben                             | Kirchengebäude in Markwerben, im Kern romanisch, barockisiert | Weißenfels            | Markwerben                | weitere Bilder | 51° 12′ 57″ N, 11° 56′ 39″ O   |
| Dorfkirche Meyhen                                 | Im Kern romanische Chorturmkirche, 1580 und danach mehrfach erneuert | Naumburg (Saale)      | Meyhen                    |                | 51° 5′ 5″ N, 11° 49′ 15″ O     |
| Dorfkirche Millingsdorf                           | In erhöhter Lage 1772/74 erbaute Saalkirche mit quadratischem Turm über dem Ostteil | Eckartsberga          | Millingsdorf              | weitere Bilder | 51° 7′ 36″ N, 11° 28′ 40″ O    |
| Dorfkirche Muschwitz                              | Landschaftsprägende, im Kern mittelalterliche Saalkirche mit eingezogenem Westturm, im 18. Jahrhundert Umbau und Ausstattung                                                                                   | Lützen                | Muschwitz                 | weitere Bilder | 51° 11′ 32″ N, 12° 7′ 3″ O     |
| Dorfkirche Neidschütz                             | Im Kern Chorturmkirche, 1792 barockisiert | Naumburg (Saale)      | Neidschütz                | weitere Bilder | 51° 6′ 10″ N, 11° 48′ 20″ O    |
| Dorfkirche Obernessa                              | Im Kern gotische Saalkirche mit Turm auf der Nordseite, 1801 weitgehend erneuert | Teuchern              | Obernessa                 | weitere Bilder | 51° 8′ 40″ N, 12° 0′ 18″ O     |
| Dorfkirche Poppel                                 | Kleine gotische Chorturmkirche, niedriger Turm, 1734 umgebaut | Lanitz-Hassel-Tal     | Poppel                    | weitere Bilder | 51° 7′ 36″ N, 11° 37′ 41″ O    |
| Dorfkirche Pörsten                                | Im Kern romanische Chorturmkirche mit Apsis, 1662 und 1835 umgebaut | Lützen                | Pörsten                   | weitere Bilder | 51° 13′ 26″ N, 12° 3′ 1″ O     |
| Dorfkirche Prießnitz                              | Chor 2. V. 15. Jh., Saalkirche und Westturm nach Brand 1705 barockisiert | Naumburg (Saale)      | Prießnitz                 | weitere Bilder | 51° 5′ 46″ N, 11° 46′ 47″ O    |
| Dorfkirche Prittitz                               | Chorturm mit Satteldach und Teile des Schiffs romanisch, der Chor vermutlich 15. Jh. | Teuchern              | Prittitz                  | weitere Bilder | 51° 8′ 55″ N, 11° 55′ 48″ O    |
| Dorfkirche Profen                                 | Einheitlich spätgotische Saalkirche 1495/1509, beachtlich reiche Ausstattung | Elsteraue             | Profen                    | weitere Bilder | 51° 7′ 35″ N, 12° 12′ 56″ O    |
| Dorfkirche Punschrau                              | Chorturmkirche im Kern frühgotisch, barock ausgestaltet | Naumburg (Saale)      | Punschrau                 | weitere Bilder | 51° 8′ 27″ N, 11° 40′ 36″ O    |
| Dorfkirche Rasberg                                | Kleiner rechteckiger Emporensaal 1796/97 mit quadratischem Dachturm über Westgiebel | Zeitz                 | Rasberg                   | weitere Bilder | 51° 2′ 19″ N, 12° 8′ 36″ O     |
| Dorfkirche Rathewitz                              | Spätgotische Chorturmkirche des 16. Jh., im 18. Jh. barockisiert, Turm mit Fachwerkaufsatz | Mertendorf            | Rathewitz (Mertendorf)    | weitere Bilder | 51° 7′ 15″ N, 11° 52′ 25″ O    |
| Dorfkirche Rehehausen                             | Im Kern spätrom., nach Brand 1637 wieder aufgebaut | Lanitz-Hassel-Tal     | Rehehausen                | weitere Bilder | 51° 6′ 48″ N, 11° 38′ 33,5″ O  |
| Dorfkirche Schellbach                             | Rechtecksaal mit eingezogenem quadratischem Chor, im Kern wohl romanische Chorturmkirche; Schiff im 19. Jh. verlängert, gleichzeitig Turmaufsatz mit Spitzhelm                                                 | Gutenborn             | Schellbach (Gutenborn)    | weitere Bilder | 50° 58′ 33″ N, 12° 7′ 7″ O     |
| Dorfkirche Schellsitz                             | Im Kern romanische Chorturmkirche, spätgot. Apsis, barocker Turmabschluss | Naumburg (Saale)      | Schellsitz                | weitere Bilder | 51° 9′ 22″ N, 11° 50′ 40″ O    |
| Dorfkirche Schkauditz                             | Kleiner Rechteckbau mit Apsis, 2. H. 12. Jh. mit Dachreiter über dem Westgiebel, Flügelaltar um 1500 | Wetterzeube           | Schkauditz                | weitere Bilder | 51° 1′ 30″ N, 12° 2′ 39″ O     |
| Dorfkirche Schkortleben                           | Kirchengebäude, Ruine nach Verfall im 20. Jh. | Weißenfels            | Schkortleben              | weitere Bilder | 51° 14′ 34″ N, 12° 1′ 18″ O    |
| Dorfkirche Seena                                  | In reizvoller Lage erbauter kleiner verputzter Rechteckbau mit verschiefertem Holztürmchen über dem Ostteil, 2. H. 17. Jh.                                                                                     | Eckartsberga          | Seena                     | weitere Bilder | 51° 6′ 44″ N, 11° 31′ 13″ O    |
| Dorfkirche Sieglitz                               | Geräumige Saalkirche mit Ostturm; Schiff von 1707; Turm 1844 hinzugefügt. Innen Flachdecke, Altarraum im Turm.                                                                                                 | Molauer Land          | Sieglitz (Molauer Land)   | weitere Bilder | 51° 3′ 50″ N, 11° 45′ 28″ O    |
| Dorfkirche Spora                                  | Im Kern romanische Chorturmkirche, davon Turmunterbau, Apsis und Umfassungsmauern des Schiffs erhalten, 1901 umgebaut und entstellt                                                                            | Elsteraue             | Spora                     | weitere Bilder | 51° 1′ 37″ N, 12° 15′ 36″ O    |
| Dorfkirche Tagewerben                             | Barocke Saalkirche 2. H. 18. Jh., Chorturm ehem. mit geschweifter Haube, heute mit Spitze über Zeltdach | Weißenfels            | Tagewerben                | weitere Bilder | 51° 14′ 16″ N, 11° 56′ 57″ O   |
| Dorfkirche Taucha (Hohenmölsen)                   | Spätgotische Saalkirche mit eingezogenem polygonalem Chor, erbaut 1421–24, unter Verwendung des spätromanischen Westturms. Innen Holzdecken, Ladegast-Orgel 1875                                               | Hohenmölsen           | Taucha                    | weitere Bilder | 51° 11′ 32″ N, 12° 4′ 44″ O    |
| Kirche Rössuln                                    | Schlichte, im Kern mittelalterliche Saalkirche mit geradem Ostschluss ohne Turm, im Westgiebel Spitzbogenfenster, wohl 13. Jh., im 18. Jh. umgebaut                                                            | Hohenmölsen           | Rössuln                   | weitere Bilder | 51° 9′ 57,6″ N, 12° 3′ 22,4″ O |
| Kirche Selau (Borau)                              | Äußerlich gedrungene Saalkirche mit eingezogenem Chorturm, Schiff von 1673, Chorturm von 1803, Anbau Südseite von 1794                                                                                         | Weißenfels            | Borau                     | weitere Bilder | 51° 12′ 0″ N, 12° 0′ 26″ O     |
| Dorfkirche Thalwinkel                             | Spätromanischer Chorturm, Schiff 1734 neu erbaut | Bad Bibra             | Thalwinkel                | weitere Bilder | 51° 13′ 26″ N, 11° 36′ 34″ O   |
| Kirche Utenbach                                   | Romanische Chorturmkirche mit hufeisenförmiger Apsis und breiterem, spätgotisch verändertem Schiff, im 18. Jh. barockisiert                                                                                    | Weißenfels            | Utenbach (Mertendorf)     | weitere Bilder | 51° 3′ 59″ N, 11° 52′ 1″ O     |
| Kirche Weickelsdorf                               | Auf einer Anhöhe gelegene rechteckige Saalkirche mit wohl romanischem Chorturm und Apsis im Osten (1504), Turm 1963 nach Einsturz wiederaufgebaut                                                              | Wethautal             | Weickelsdorf              | weitere Bilder | 51° 3′ 3″ N, 11° 57′ 4″ O      |
| Dorfkirche Weischütz                              | Im Kern romanische Chorturmkirche, Glockenstube 1280 (d), 1993 nach Verfall rest. | Freyburg              | Weischütz                 | weitere Bilder | 51° 13′ 15″ N, 11° 42′ 20″ O   |
| Dorfkirche Weißenborn (Droyßig)                   | Einschiffiges Bauwerk mit querrechteckigem Ostturm und gleichbreiter Polygonalapsis, im Kern mittelalterliche Chorturmkirche, im 18. Jh. stark verändert                                                       | Droyßig               | Weißenborn                | weitere Bilder | 51° 1′ 47″ N, 11° 59′ 45″ O    |
| Dorfkirche Wengelsdorf                            | Gotische Saalkirche mit Chorpolygon und bar. Westturmabschluss | Weißenfels            | Wengelsdorf               | weitere Bilder | 51° 16′ 53″ N, 12° 2′ 22″ O    |
| Dorfkirche Wethau                                 | Spätbarocker Saal mit Mansarddach und achteckigem Chorturm 1805 | Wethautal             | Wethau                    | weitere Bilder | 51° 8′ 19″ N, 11° 51′ 24″ O    |
| Dorfkirche Wettaburg                              | Schlichter Rechteckbau, 2. H. 16. Jh. mit Fachwerk-Dachturm | Naumburg (Saale)      | Wettaburg                 | weitere Bilder | 51° 5′ 42″ N, 11° 50′ 18″ O    |
| Dorfkirche Wischroda                              | Mittelalterliche Chorturmkirche. Das Schiff im 18. Jahrhundert erhöht und mit Westanbau für Emporentreppen versehen                                                                                            | An der Poststraße     | Wischroda                 | weitere Bilder | 51° 9′ 51″ N, 11° 33′ 4″ O     |
| Evangelische Dorfkirche (Burgwerben)              | Langgestreckte Saalkirche mit Westturm und polygonalem Chorschluss, im Kern gotische Pfeilerbasilika | Weißenfels            | Burgwerben                | weitere Bilder | 51° 13′ 25″ N, 11° 59′ 17″ O   |
| Evangelische Dorfkirche (Röcken)                  | Romanische Saalkirche mit querrechteckigem Turm, 1. H. 12. Jh., später mit got. Chorschluss versehen, Umgestaltet im 18. Jh. Grabstätte Friedrich Nietzsche.                                                   | Lützen                | Röcken                    | weitere Bilder | 51° 14′ 30″ N, 12° 6′ 59″ O    |
| Evangelische Dorfkirche in Ossig                  | Reizvoll auf Anhöhe gelegene kleine romanische Chorturmkirche mit Apsis von 1489 | Gutenborn             | Ossig                     | weitere Bilder | 50° 59′ 54″ N, 12° 5′ 58″ O    |
| Evangelische Dorfkirche in Schleberoda            | Außerhalb des Dorfkerns auf ummauertem Friedhof gelegene ursprüngliche Chorturmkirche, Turm spätromanisch. Schiff von 1505                                                                                     | Freyburg              | Schleberoda               | weitere Bilder | 51° 14′ 21″ N, 11° 48′ 14″ O   |
| Evangelische Klosterkirche St. Georg (Langendorf) | Kirche von Kloster Langendorf: auf rechteckigem Grundriss erbauter einschiffiger hoher gotischer Quaderbau, 2. H. 13. Jh. bis 1. V. 14. Jh.                                                                    | Weißenfels            | Langendorf                | weitere Bilder | 51° 10′ 56″ N, 11° 57′ 49″ O   |
| Evangelische Stadtkirche St. Viti (Lützen)        | Hallenkirche 1488–1531, Turm 1513/31 | Lützen                | Lützen                    | weitere Bilder | 51° 15′ 21″ N, 12° 8′ 29″ O    |
| Gustav-Adolf-Gedenkkirche Meuchen                 | Spätrom. Kirche, Umbau im 15./16. Jh., 1912 als Gustav-Adolf-Gedenkkirche eingerichtet | Lützen                | Meuchen                   | weitere Bilder | 51° 14′ 50″ N, 12° 10′ 35″ O   |
| Heilig Geist (Tröglitz)                           | Katholische Kirche von 1951/52 | Elsteraue             | Tröglitz                  | weitere Bilder | 51° 3′ 19″ N, 12° 10′ 28″ O    |
| Kirche Abtlöbnitz                                 | Chorturmkirche, im Kern romanisch, in erhöhter Lage auf ummauertem Kirchhof | Molauer Land          | Abtlöbnitz                | weitere Bilder | 51° 4′ 47″ N, 11° 43′ 9″ O     |
| Kirche Aue (Molauer Land)                         | Kleine Chorturmkirche. Mächtiger Chorturm (mittelalterlich) mit gleichbreitem Schiff (1695) | Molauer Land          | Aue (Molauer Land)        | weitere Bilder | 51° 3′ 33″ N, 11° 48′ 4″ O     |
| Kirche Benndorf in Spielberg                      | Malerisch gelegene, weithin sichtbare barocke Chorturmkirche 1772 | Lanitz-Hassel-Tal     | Benndorf                  | weitere Bilder | 51° 8′ 1″ N, 11° 37′ 37″ O     |
| Kirche Bröckau                                    | Im Kern mittelalterlicher verputzter Bruchsteinbau 2. H. 13. Jh. | Schnaudertal          | Bröckau                   | weitere Bilder | 50° 57′ 48″ N, 12° 12′ 43″ O   |
| Kirche Burgscheidungen                            | Stattliche im Kern romanische, barockisierte Saalkirche, bemerkenswerte Epitaphien | Laucha an der Unstrut | Burgscheidungen           | weitere Bilder | 51° 14′ 48″ N, 11° 38′ 27″ O   |
| Kirche Burtschütz                                 | Erbaut 1836 im Schinkelstil, stattlicher breiter Rechtecksaal mit Westturm | Elsteraue             | Burtschütz                |                | 51° 3′ 8″ N, 12° 10′ 39″ O     |
| Kirche Deumen                                     | Ehemalige romanische Kirche um 1150, 1998 bei der Erweiterung des Tagebaus Profen devastiert | Hohenmölsen           | Deumen                    |                | 51° 10′ 22″ N, 12° 8′ 20″ O    |
| Kirche Döschwitz                                  | Saalkirche mit vorgesetztem Ostturm, hauptsächlich durch Restaurierung 1846 geprägt | Kretzschau            | Döschwitz                 | weitere Bilder | 51° 3′ 47″ N, 12° 3′ 23″ O     |
| Kirche Gernstedt                                  | Auf freiem Feld außerhalb des Dorfkerns gelegener neugot. Quaderbau 1895/96 | Lanitz-Hassel-Tal     | Gernstedt                 | weitere Bilder | 51° 7′ 4″ N, 11° 36′ 49″ O     |
| Kirche Gerstewitz                                 | Rechteckige Saalkirche des 13. Jh. mit Satteldach und achteckigem Haubendachreiter | Lützen                | Gerstewitz                | weitere Bilder | 51° 11′ 31″ N, 12° 1′ 58″ O    |
| Kirche Geußnitz                                   | Schlichte Saalkirche mit Westportal von 1849 und schmalem Chorraum, Turm 1945 beschädigt und teilweise abgetragen                                                                                              | Zeitz                 | Geußnitz                  | weitere Bilder | 51° 0′ 59″ N, 12° 11′ 8″ O     |
| Kirche Gladitz                                    | Stattlicher, einschiffiger neugotischer Quaderbau mit quadratischem Westturm, 1886–1888, Turmhelm 1986 eingestürzt                                                                                             | Kretzschau            | Gladitz                   | weitere Bilder | 51° 4′ 27″ N, 12° 3′ 41″ O     |
| Kirche Göthewitz                                  | Saalkirche der Zeit um 1900 mit dreiseitig geschlossenem Chor, spätgotischer Westturm mit steilem Walmdach | Lützen                | Göthewitz                 | weitere Bilder | 51° 11′ 17″ N, 12° 7′ 1″ O     |
| Kirche Granschütz                                 | Stattliche landschaftsprägende neugotische Saalkirche mit eingezogenem Chor und steilem Westturm, 1899 | Hohenmölsen           | Granschütz                | weitere Bilder | 51° 11′ 2″ N, 12° 3′ 24″ O     |
| Kirche Größnitz                                   | Am Hang gelegener mittelalterlicher, einschiffiger Bau, 1734 barockisiert; im Osten Dachreiter | Balgstädt             | Größnitz                  | weitere Bilder | 51° 11′ 21″ N, 11° 42′ 54″ O   |
| Kirche Großjena                                   | Romanisierende Kirche in beherrschender Lage 1893–95 mit bemerkenswerter Ausmalung | Naumburg              | Großjena                  | weitere Bilder | 51° 11′ 16″ N, 11° 47′ 25″ O   |
| Kirche Großpörthen                                | Einschiffiger verputzter Bruchsteinbau 1788, Ostteil vom Schiff abgesetzt, darüber Turm mit Haube und Laterne                                                                                                  | Schnaudertal          | Großpörthen               | weitere Bilder | 50° 59′ 51″ N, 12° 10′ 19″ O   |
| Kirche Hirschroda                                 | Stattliche romanische Chorturmkirche, nahezu vollständig erhalten. Achteckiges Turmobergeschoss mit Laterne.                                                                                                   | Balgstädt             | Hirschroda                | weitere Bilder | 51° 12′ 17″ N, 11° 41′ 4″ O    |
| Kirche Langendorf (Elsteraue)                     | Einschiffiger Bruchsteinbau mit Chorturm, im Kern romanisch, spätgotische Umgestaltung (Choranbau, Fenster, Strebepfeiler)                                                                                     | Elsteraue             | Langendorf (Elsteraue)    | weitere Bilder | 51° 5′ 23″ N, 12° 15′ 37″ O    |
| Kirche Markröhlitz                                | Rechteckige Saalkirche von 1694, Kirchturm nach Abtragung in den 1970er Jahren nur im unteren Geschoss erhalten                                                                                                | Goseck                | Markröhlitz               | weitere Bilder | 51° 12′ 35″ N, 11° 52′ 9″ O    |
| Kirche Meineweh                                   | Kleiner spätgotischer Rechteckbau mit westl. Dachturm und eingezogenem dreiseitigem Chor | Meineweh              | Meineweh                  | weitere Bilder | 51° 4′ 37″ N, 11° 59′ 15″ O    |
| Kirche Nißmitz                                    | Landschaftsprägender Quaderbau vor der Neuenburg 1661 durch Neubau ersetzt, Schiff 1845 neu erbaut | Freyburg              | Nißmitz                   | weitere Bilder | 51° 11′ 57″ N, 11° 46′ 20″ O   |
| Kirche Ostrau (Elsteraue)                         | Spätgotischer, im 17./18. Jh. veränderter Rechteckbau mit gedrungenem, im Kern spätgotischem Chorturm | Elsteraue             | Ostrau                    | weitere Bilder | 51° 5′ 55″ N, 12° 11′ 48″ O    |
| Kirche Plennschütz                                | Im Kern mittelalterliche Chorturmkirche mit Sakristei im Osten, Schiff im 18. Jh. umgebaut, Turmabschluss 19. Jh.; bis auf Turm und Reste der Umfassungsmauern verfallen                                       | Teuchern              | Plennschütz               | weitere Bilder | 51° 9′ 12″ N, 11° 55′ 7″ O     |
| Kirche Posendorf                                  | Gedrungener Rechteckbau 13. Jh. mit Westturm, Fensteröffnungen 1840 rest., Tonnengewölbe. Nicht mehr in Nutzung                                                                                                | Weißenfels            | Posendorf                 | weitere Bilder | 51° 14′ 54″ N, 11° 57′ 37″ O   |
| Kirche Possenhain                                 | Neugotischer Bau mit Chorpolygon und Fassadenturm 1862, imposante Fernwirkung | Schönburg             | Possenhain                | weitere Bilder | 51° 9′ 28″ N, 11° 53′ 56″ O    |
| Kirche Rehmsdorf                                  | Breiter Rechtecksaal mit quadratischem Ostturm, 1704, ehemals umfangreiche, jetzt reduzierte Ausstattung | Elsteraue             | Rehmsdorf                 | weitere Bilder | 51° 3′ 41″ N, 12° 12′ 49″ O    |
| Kirche Reichardtswerben                           | 1942 Kirchturm ausgebrannt, 1951 wiederaufgebaute Kirche eingeweiht | Weißenfels            | Reichardtswerben          | weitere Bilder | 51° 14′ 53″ N, 11° 56′ 55″ O   |
| Kirche Schelkau                                   | Saalkirche mit dreiseitig geschlossenem Chor, E. 17. Jh. Dachturm mit Aufsatz und Zwiebelhaube über dem Westgiebel                                                                                             | Teuchern              | Schelkau                  | weitere Bilder | 51° 6′ 1″ N, 12° 0′ 4″ O       |
| Kirche Schimmel                                   | Turmlose Saalkirche von 1775, innen schlichte Hufeisenempore und Kanzelaltar mit seitlichen Durchgängen, der Korb mit Evangelisten bemalt, darunter Abendmahl. Schlanke Taufe inschr. 1630, klassizist. Orgel. | An der Poststraße     | Schimmel                  | weitere Bilder | 51° 10′ 27″ N, 11° 34′ 23″ O   |
| Kirche Stolzenhain                                | Rechteckiger Putzbau mit Turm über dem polygonalen Ostteil, 1731 | Droyßig               | Stolzenhain               | weitere Bilder | 51° 1′ 46″ N, 11° 57′ 58″ O    |
| Kirche Trebnitz (Teuchern)                        | Saalkirche im Heimatstil von 1910/20, Westturm ehem. mit Haube und Laterne, im 20. Jh. reduziert | Teuchern              | Trebnitz                  | weitere Bilder | 51° 5′ 42″ N, 12° 3′ 46″ O     |
| Kirche Theißen                                    | Großer Rechtecksaal mit abgeschrägten östl. Ecken, 18. Jh., Turm mit achteckigem Aufsatz und Spitzhelm 1852/53                                                                                                 | Zeitz                 | Theißen                   | weitere Bilder | 51° 5′ 8″ N, 12° 6′ 19″ O      |
| Kirche Thierbach in Meineweh                      | Kleiner romanischer Rechteckbau mit eingezogenem, gerade geschlossenem Chor, über dem Westteil barocker Dachturm                                                                                               | Meineweh              | Thierbach                 | weitere Bilder | 51° 3′ 33″ N, 11° 59′ 8″ O     |
| Dorfkirche Unterwerschen                          | Im Kern möglicherweise gotisch mit dreiseitigem Chorschluss; Westturm mit achtseitigem Aufsatz; im Wesentlichen die Erscheinung nach Umbau von 1709                                                            | Hohenmölsen           | Unterwerschen             | weitere Bilder | 51° 8′ 7″ N, 12° 3′ 36″ O      |
| Dorfkirche Wählitz                                | Geräumige Saalkirche 1694 mit im Kern wohl mittelalterlichem Ostturm, Umbau 1817/18, bei Brand 1995 bis auf die Grundmauern zerstört                                                                           | Hohenmölsen           | Wählitz                   | weitere Bilder | 51° 9′ 48″ N, 12° 5′ 0″ O      |
| Dorfkirche Wallroda (Bad Bibra)                   | Im Kern romanische Chorturmkirche, 1601 Umbau des Schiffs und Anbau einer polygonalen Apsis | Bad Bibra             | Wallroda (Bad Bibra)      | weitere Bilder | 51° 11′ 40″ N, 11° 32′ 45″ O   |
| Dorfkirche Webau                                  | Im Kern romanische Saalkirche, vermutlich einst ohne Turm; A. 13. Jh. Turm hinzugefügt, Schiff erhöht und verlängert 1685–87                                                                                   | Hohenmölsen           | Webau                     | weitere Bilder | 51° 10′ 28″ N, 12° 4′ 32″ O    |
| Kirche Wittgendorf                                | Kleiner im Kern romanischer Rechtecksaal, spätgot. erhöht, rippengewölbter Chor mit Fünfachtelschluss | Schnaudertal          | Wittgendorf               | weitere Bilder | 50° 58′ 36″ N, 12° 11′ 40″ O   |
| Kirche Zembschen                                  | Im Kern gotische Saalkirche mit eingezogenem Westturm, 1766–69 Schiff und Turmobergeschoss erneuert | Hohenmölsen           | Zembschen                 | weitere Bilder | 51° 8′ 34″ N, 12° 5′ 33″ O     |
| Dorfkirche Zettweil                               | Ruine, Abbruch des Dachstuhls nach Verfall 1967, Umfassungsmauern erhalten | Zeitz                 | Zettweil                  | weitere Bilder | -                              |
| Kirche Zeuchfeld                                  | Anlage aus rechteckigem Schiff, eingezogenem querrechteckigem Chorturm mit Sakristei und gerade geschlossenem Chor, 2. H. 13. Jh.                                                                              | Freyburg              | Zeuchfeld                 | weitere Bilder | 51° 14′ 12″ N, 11° 49′ 42″ O   |
| Kirche Baumersroda                                | Im Kern romanische Westturmanlage mit gekuppelten Schallöffnungen; ehem. Altarraum abgebrochen, rechteckiges Schiff erneuert 1640                                                                              | Gleina                | Baumersroda               | weitere Bilder | 51° 15′ 43″ N, 11° 45′ 28″ O   |
| Kirche Deuben (Teuchern)                          | Einschiffiger neugotischer Klinkerbau mit Westturm und geradem Chorschluss 1907/08 | Teuchern              | Deuben                    | weitere Bilder | 51° 6′ 51″ N, 12° 4′ 26″ O     |
| Kirche Ebersroda                                  | Saalkirche mit mächtigem Westturm, quadrat. Turm mit gekuppelten rundbogigen Schallöffnungen, ehemals Chorturm eines romanischen Bauwerks                                                                      | Gleina                | Ebersroda                 | weitere Bilder | 51° 15′ 6″ N, 11° 46′ 21″ O    |
| Kirche Gröben (Teuchern)                          | Kapellartiger Rechteckbau mit Dachreiter und Haube 1777–88 | Teuchern              | Gröben                    | weitere Bilder | 51° 7′ 20″ N, 12° 2′ 23″ O     |
| Kirche in Großwangen                              | Chorturmkirche, 1716 umgestaltet, Untergeschoss des Turms einbezogen in den Neubau. Steil proportioniertes Schiff mit eingezogenem Rechteckchor                                                                | Nebra                 | Großwangen                | weitere Bilder | 51° 16′ 8″ N, 11° 32′ 40″ O    |
| Kirche Hohenkirchen (Schnaudertal)                | Romanische Chorturmkirche, im 18. Jh. leicht verändert, Turmoberteil mit Haube von 1745 | Schnaudertal          | Hohenkirchen              | weitere Bilder | 50° 56′ 53″ N, 12° 13′ 11″ O   |
| Kirche Jaucha                                     | Spätromanische Saalkirche (vollständige Anlage) in sauber gefugtem Quadermauerwerk, A. 13. Jh. | Hohenmölsen           | Jaucha                    | weitere Bilder | 51° 8′ 51″ N, 12° 6′ 27″ O     |
| Kirche in Kayna (Zeitz)                           | Barocker Neubau 1705/10, spätgotischer quadratischer Westturm, beachtlicher Schnitzaltar um 1510/20; Grabdenkmal Götz v. Ende                                                                                  | Zeitz                 | Kayna                     | weitere Bilder | 50° 59′ 38″ N, 12° 14′ 9″ O    |
| Kirche Kleingörschen                              | Einschiffige romanische Saalkirche mit dreiseitig geschlossenem Chor und mittelschiffbreitem Westturm mit Walmdach                                                                                             | Lützen                | Kleingörschen             | weitere Bilder | 51° 13′ 18″ N, 12° 11′ 11″ O   |
| Kirche Kleinpörthen                               | Kleine romanische Saalkirche mit halbkreisförmiger Apsis und barockem Dachreiter | Schnaudertal          | Kleinpörthen              | weitere Bilder | 50° 58′ 52″ N, 12° 10′ 32″ O   |
| Kirche Köckenitzsch                               | Kleine rechteckige Saalkirche mit Dreiachtelschluss, wohl frühes 16. Jh., Turm und Ausstattung 2. H. 18. Jh.                                                                                                   | Molauer Land          | Köckenitzsch              | weitere Bilder | 51° 4′ 44″ N, 11° 49′ 50″ O    |
| Kirche Kößlitz-Wiedebach                          | Schlichte Chorturmkirche mit Dreifenstergruppe an der Ostwand. Barocker Umbau von Schiff und Turm 1796 | Weißenfels            | Kößlitz-Wiedebach         | weitere Bilder | 51° 10′ 17″ N, 11° 58′ 25″ O   |
| Kirche Loitzschütz                                | Gestreckter spätgotischer Rechteckbau mit dreiseitigem Ostschluss, darüber verschieferter Dachturm mit barocker Haube. Umgestaltung der Fenster 1827                                                           | Gutenborn             | Loitzschütz               | weitere Bilder | 50° 58′ 52″ N, 12° 8′ 39″ O    |
| Kirche Molau                                      | Stattliche romanische Chorturmkirche mit Apsis, 1702–04 barock umgebaut | Molauer Land          | Molau                     | weitere Bilder | 51° 3′ 29″ N, 11° 46′ 40″ O    |
| Kirche Naundorf (Teuchern)                        | Putzbau des 18. Jh. mit Dachturm, Haube und Laterne | Teuchern              | Naundorf (Teuchern)       | weitere Bilder | 51° 6′ 49″ N, 12° 5′ 13″ O     |
| Kirche Nellschütz                                 | Schlichte Saalkirche, im Kern romanisch, spätgotischer Chor, barock umgebaut | Lützen                | Nellschütz                | weitere Bilder | 51° 12′ 14″ N, 12° 2′ 59″ O    |
| Kirche Nißma                                      | Einheitlich romanischer Bruchsteinbau, Saal mit halbkreisförmiger Apsis und Dachreiter über Ostgiebel | Elsteraue             | Nißma                     | weitere Bilder | 51° 1′ 8″ N, 12° 16′ 37″ O     |
| Dorfkirche Predel                                 | Saalbau mit reizvollem Umriss, der Turm noch romanisch, das Schiff unter Verwendung älterer Teile im 18. Jh. umgestaltet                                                                                       | Elsteraue             | Predel                    | weitere Bilder | 51° 7′ 2″ N, 12° 12′ 2″ O      |
| Kirche Reuden (Elsteraue)                         | Verputzte rechteckige Saalkirche, 1617 erbaut, 1717 erneuert | Elsteraue             | Reuden                    | weitere Bilder | 51° 6′ 41″ N, 12° 11′ 41″ O    |
| Kirche Rippicha                                   | Saalkirche 2. V. 19. Jh. mit weithin sichtbarem Westturm 1869. Instandgesetzt 1970, dabei Ausstattung stark reduziert                                                                                          | Gutenborn             | Rippicha                  | weitere Bilder | 51° 0′ 32″ N, 12° 7′ 46″ O     |
| Kirche Salsitz                                    | Kleine romanische Kirche in vollständiger Anlage um 1200 | Kretzschau            | Salsitz                   | weitere Bilder | 51° 2′ 18″ N, 12° 5′ 26″ O     |
| Kirche Schönburg (Saale)                          | Großer Saal mit hohem Walmdach und östl. Dachturm 1716–37 | Schönburg             | Schönburg                 | weitere Bilder | 51° 9′ 33″ N, 11° 52′ 5″ O     |
| Kirche Starsiedel                                 | Barocke rechteckige Saalkirche einheitlich 1743/47, mit integriertem achteckigem Zwiebelturm | Lützen                | Starsiedel                | weitere Bilder | 51° 13′ 0″ N, 12° 8′ 26″ O     |
| Kirche Städten                                    | Kleiner turmloser Rechteckbau, von der Gemeinde aufgegeben, 1995 Notsicherung | Balgstädt             | Städten (Balgstädt)       |                | 51° 10′ 40″ N, 11° 42′ 23″ O   |
| Kirche Taugwitz                                   | Neuromanische Saalkirche mit eingezogener halbrunder Apsis, 1899 erbaut | Lanitz-Hassel-Tal     | Taugwitz                  | weitere Bilder | 51° 7′ 31″ N, 11° 38′ 12″ O    |
| Kirche Treben (Dehlitz)                           | Kirche der Wüstung Treben, kurzes breites Schiff mit Chor, Apsis und Turm, im Wesentlichen M. 12. Jh. | Zeitz                 | Treben (Dehlitz)          | weitere Bilder | 51° 13′ 46″ N, 12° 1′ 1″ O     |
| Kirche Tröbsdorf (Laucha)                         | Schlichter Barockbau mit Krüppelwalmdach und Fachwerk-Dachturm | Laucha an der Unstrut | Tröbsdorf                 | weitere Bilder | 51° 14′ 30″ N, 11° 38′ 3″ O    |
| Kirche Tromsdorf                                  | Rechteckbau von 1687, über dem Ostteil achteckiger Dachturm mit Schweifhaube | Eckartsberga          | Tromsdorf                 | weitere Bilder | 51° 6′ 58″ N, 11° 28′ 52″ O    |
| Kirche Tultewitz                                  | Landschaftsprägende Chorturmkirche in ummauertem Friedhof, Turm mittelalterlich, Schiff 1780/83 | Naumburg (Saale)      | Tultewitz                 | weitere Bilder | 51° 5′ 45″ N, 11° 42′ 15″ O    |
| Kirche Uichteritz                                 | Spätgotische Saalkirche mit leicht eingezogenem, dreiseitig geschlossenem Chor und eingezogenem Westturm mit Walmdach                                                                                          | Weißenfels            | Uichteritz                | weitere Bilder | 51° 12′ 24″ N, 11° 55′ 29″ O   |
| Kirche Waldau (Osterfeld)                         | Kleine Saalkirche mit quadratischem Chorturm, dieser mit Aufsatz von 1790 | Wethautal             | Waldau (Osterfeld)        | weitere Bilder | 51° 3′ 43″ N, 11° 56′ 5″ O     |
| Kirche Wildschütz (Teuchern)                      | Rechteckbau auf spätromanischem Grundriss mit Ostturm 1793, Turmaufsatz E. 19. Jh., Innenausstattung 1793 | Teuchern              | Wildschütz (Teuchern)     | weitere Bilder | 51° 7′ 19″ N, 12° 4′ 18″ O     |
| Kirche Zangenberg                                 | Großer Rechtecksaal 1730 mit dreiseitigem Schluss und mit hohem Westturm | Zeitz                 | Zangenberg (Zeitz)        | weitere Bilder | 51° 4′ 18″ N, 12° 9′ 19″ O     |
| Kirche Zäckwar                                    | Chorturmkirche mit kurzem, steilem Schiff, Turm quadratisch mit Achteckgeschoss und Schweifhaube | Lanitz-Hassel-Tal     | Zäckwar                   | weitere Bilder | 51° 8′ 12″ N, 11° 38′ 3″ O     |
| Kirchenruine Dietrichsroda                        | 1732 erbaut, nach Teilabbruch nur die Umfassungsmauern erhalten | Balgstädt             | Dietrichsroda             | weitere Bilder | 51° 10′ 32″ N, 11° 37′ 25″ O   |
| Klosterkirche Zscheiplitz                         | Romanische Chorturmkirche, im Kern evtl. noch spätes 11. Jh., 1893/94 neu ausgestaltet (zu Kloster Zscheiplitz)                                                                                                | Freyburg              | Zscheiplitz               | weitere Bilder | 51° 12′ 47″ N, 11° 44′ 5″ O    |
| Lutherkirche (Bad Kösen)                          | Neugotische dreischiffige Hallenkirche mit eingezogenem Chor 1892/93 | Naumburg (Saale)      | Bad Kösen                 | weitere Bilder | 51° 8′ 5″ N, 11° 43′ 0″ O      |
| Lutherkirche (Osterfeld)                          | Breiter Rechtecksaal, Neubau 1730 unter Verwendung von Teilen der abgebrannten Vorgängerbauten des 16./17. Jahrhunderts                                                                                        | Osterfeld             | Wethautal                 | weitere Bilder | 51° 4′ 45″ N, 11° 55′ 54″ O    |
| Lutherkirche (Weißenfels)                         | Bauwerk des Expressionismus 1926/28 | Weißenfels            | Weißenfels                | weitere Bilder | 51° 11′ 52″ N, 11° 57′ 30″ O   |
| Margareten-Kirche (Steinbach)                     | Romanische Saalkirche aus Sandsteinquadern in vollständiger Anlage um 1220 | Bad Bibra             | Steinbach                 | weitere Bilder | 51° 11′ 27″ N, 11° 35′ 2″ O    |
| Marien-Magdalenen-Kirche (Naumburg)               | Spätbarocke Saalkirche 1730 mit Stuckdecke | Naumburg (Saale)      | Naumburg                  | weitere Bilder | 51° 9′ 15″ N, 11° 48′ 45″ O    |
| Marienkirche                                      | Ruine der Kirche von Kloster Memleben, Kaiserpfalz, Straße der Romanik | Kaiserpfalz           | Memleben                  | weitere Bilder | 51° 15′ 59″ N, 11° 29′ 51″ O   |
| Marienkirche (Zorbau)                             | Im Kern romanischer Bruchsteinbau um 1200, Schiff gotisch erweitert mit spätgotischem Chor versehen | Lützen                | Zorbau                    | weitere Bilder | 51° 11′ 30″ N, 12° 1′ 15″ O    |
| St. Michaelis (Zeitz)                             | Dreischiffige gotische Hallenkirche, entstanden durch Umbau einer romanischen Basilika aus der Zeit um 1240 | Zeitz                 | Zeitz                     | weitere Bilder | 51° 3′ 3″ N, 12° 8′ 4″ O       |
| Moritzkirche (Naumburg)                           | Zweischiffige spätgotische Hallenkirche mit doppeltürmigem Westbau, ehemalige Augustinerklosterkirche | Naumburg (Saale)      | Naumburg (Saale)          | weitere Bilder | 51° 9′ 11″ N, 11° 47′ 59″ O    |
| Neuapostolische Kirche Freyburg (Unstrut)         | Gebäude 1956/58 aus ehemaligem Stall durch Umbau entstanden | Freyburg (Unstrut)    | Freyburg (Unstrut)        |                | 51° 12′ 43″ N, 11° 45′ 57″ O   |
| Nikolaikirche Zeitz                               | Neugotische, einschiffige Backsteinkirche mit Dreikonchenchor und Turm 1891, nach Blitzschlag 1998 ungenutzt und baufällig                                                                                     | Zeitz                 | Zeitz                     | weitere Bilder | 51° 3′ 10″ N, 12° 7′ 47″ O     |
| Othmarskirche (Naumburg)                          | Frühbarocker Bruchsteinbau mit Westturm, 1691/99, im Innern doppelgeschossig ausgebaut | Naumburg (Saale)      | Naumburg                  | weitere Bilder | 51° 9′ 8″ N, 11° 48′ 18″ O     |
| Propsteikirche Lissen                             | Saalkirche 3. V. 13. Jh., im Kern wohl romanisch | Osterfeld             | Lissen                    | weitere Bilder | 51° 4′ 57″ N, 11° 55′ 22″ O    |
| St. Peter und Paul (Naumburg)                     | Katholische Kirche in Naumburg, 1957/62 erbaut | Naumburg (Saale)      | Naumburg (Saale)          | weitere Bilder | 51° 9′ 3″ N, 11° 48′ 20″ O     |
| Sankt-Petri-Kirche (Stößen)                       | Im Kern romanischer Bruchsteinbau, nach Zerstörung bis 1534 wieder aufgebaut, 1728 erneuter Umbau | Wethautal             | Stößen                    | weitere Bilder | 51° 6′ 56″ N, 11° 55′ 29″ O    |
| Schlosskirche Heuckewalde                         | Gründungsbau romanisch, davon das Turmunterteil und das Schiff erhalten. Turm mit barocker Haube und Laterne versehen                                                                                          | Gutenborn             | Heuckenwalde              | weitere Bilder | 50° 57′ 56″ N, 12° 9′ 12″ O    |
| Schlosskirche Goseck                              | Ostteile der ehemaligen Klosterkirche (1053 geweiht) des Klosters Goseck, erhalten sind der Chor, das Querschiff und drei Apsiden sowie die Krypta                                                             | Goseck                | Goseck                    | weitere Bilder | 51° 11′ 32″ N, 11° 52′ 39″ O   |
| St. Andreas (Goseck)                              | Einschiffige Saalkirche mit dreiseitig geschlossenem Chor, um 1300. Schiff um 18. Jh. umgebaut; aus dieser Zeit auch der achteckige Dachturm                                                                   | Goseck                | Goseck                    | weitere Bilder | 51° 11′ 40″ N, 11° 52′ 22″ O   |
| St. Anna (Pettstädt)                              | Ehem. romanische Chorturmkirche um 1150, die Apsis um 1520 durch polygonalen Chor mit Maßwerkfenstern ersetzt                                                                                                  | Weißenfels            | Pettstädt                 | weitere Bilder | 51° 14′ 13″ N, 11° 52′ 55″ O   |
| St. Bartholomäi (Droyßig)                         | Neubau im 3. V. 13. Jh., Turm noch 14. Jh. Schiff barock ausgebaut und bis 1860 verlängert | Droyßig               | Droyßig                   | weitere Bilder | 51° 2′ 29″ N, 12° 1′ 45″ O     |
| St. Cäcilia (Bucha)                               | Rechteckiges, verputztes Schiff 1692, quadratischer Ostturm mit hoher Haube und Laterne 1723. | Kaiserpfalz           | Bucha (Kaiserpfalz)       | weitere Bilder | 51° 14′ 9″ N, 11° 30′ 30″ O    |
| St. Cyriakus (Obergreißlau)                       | Rechteckbau mit dreiseitigem Ostschluss, spätroman. Schiff, E. 15. Jh. nach Osten erweitert | Weißenfels            | Obergreißlau              | weitere Bilder | 51° 10′ 36″ N, 11° 57′ 17″ O   |
| St. Elisabeth (Roßbach)                           | Aufwändiger neugotischer Neubau 1897/98 unter Verwendung des Turmunterbaus des Vorgängers | Naumburg (Saale)      | Roßbach                   | weitere Bilder | 51° 10′ 18″ N, 11° 46′ 37″ O   |
| St. Elisabeth (Weißenfels)                        | Umbau des Pfarrhauses zur kath. Kirche 1872/73 durch Arnold Güldenpfennig | Weißenfels            | Weißenfels                | weitere Bilder | 51° 12′ 2″ N, 11° 57′ 57″ O    |
| St. Georg (Almrich)                               | Ursprünglich vermutlich gotische Chorturmkirche, davon der Turmunterbau erhalten, die heutige Erscheinung durch den barocken Umbau 1759 geprägt                                                                | Naumburg (Saale)      | Almrich                   | weitere Bilder | 51° 9′ 7″ N, 11° 46′ 24″ O     |
| St. Georg (Nebra)                                 | Im Kern mittelalterliche Saalkirche, Turm 1416, Schiff später. Nach mehrfachem Brand im 17. Jh. wiederhergestellt, 1831 Innenrenovierung                                                                       | Nebra                 | Nebra                     | weitere Bilder | 51° 17′ 13″ N, 11° 34′ 44″ O   |
| St. Georg (Niedermöllern)                         | Von einer romanischen Kirche der Turm mit halbkreisförmiger Apsis und die Westwand erhalten. Längswände des Schiffs und Fachwerkturmgeschoss barock                                                            | Lanitz-Hassel-Tal     | Niedermöllern             | weitere Bilder | 51° 9′ 24″ N, 11° 42′ 24″ O    |
| St. Georg (Teuchern)                              | Neubau zwischen 1610/12, Einsturz Westturm 1650, Umbau 1750/54, Saalkirche mit Fünfachtelschluss | Teuchern              | Teuchern                  | weitere Bilder | 51° 7′ 10″ N, 12° 1′ 30″ O     |
| St. Georg (Untergreißlau)                         | Im Kern romanische Chorturmkirche 12. Jh., im 19. Jh. umgebaut | Weißenfels            | Untergreißlau             | weitere Bilder | 51° 10′ 38″ N, 11° 57′ 35″ O   |
| St. Georg (Wennungen)                             | Rechteckbau mit quadratischem, im Oberteil achteckigem Westturm, 18. Jh. | Karsdorf              | Wennungen                 | weitere Bilder | 51° 16′ 1″ N, 11° 38′ 13″ O    |
| St. Johannes (Kirchscheidungen)                   | Westturm mit langgestrecktem Schiff und eingezogener Chor, im Kern romanisch, der Chorschluss spätgotisch | Laucha an der Unstrut | Kirchscheidungen          | weitere Bilder | 51° 14′ 36″ N, 11° 39′ 18″ O   |
| St. Johannes (Pomnitz)                            | Kleiner romanischer Rechteckbau, mehrfach verändert. Dachaufbau mit Spitzhelm E. 19. Jh. | Lanitz-Hassel-Tal     | Pomnitz                   | weitere Bilder | 51° 9′ 19″ N, 11° 41′ 43″ O    |
| St. Johannes Baptista (Reinsdorf)                 | Im Kern romanische Basilika 1135, davon nur Ostteil erhalten, Umbau E. 17. Jh. zur Pfarrkirche | Nebra (Unstrut)       | Reinsdorf                 | weitere Bilder | 51° 17′ 41″ N, 11° 35′ 49″ O   |
| St. Johannis Baptistae (Dobichau)                 | Schlichter Rechteckbau von 1801 mit Dachturm | Freyburg              | Dobichau                  | weitere Bilder | 51° 12′ 0″ N, 11° 50′ 12″ O    |
| St. Joseph (Lützen)                               | Ehemalige katholische Kirche, 1895/96 nach Plänen von Arnold Güldenpfennig erbaut, 2013 profaniert | Lützen                | Lützen                    |                | 51° 15′ 6″ N, 12° 8′ 22″ O     |
| St. Nicolai (Saubach)                             | Spätbarockbau 1786 mit Turm, dieser mit Satteldach anstelle der ehem. Haube, Bauwerk heute profaniert | Finneland             | Saubach                   | weitere Bilder | 51° 12′ 57″ N, 11° 31′ 31″ O   |
| St. Jacobi (Saubach)                              | Im Kern mittelalterlich, Schiff 1825, Saalkirche mit Turm | Finneland             | Saubach                   | weitere Bilder | 51° 12′ 44″ N, 11° 31′ 24″ O   |
| St. Kilian (Wetzendorf)                           | Saalkirche, Neubau 1887 unter Verwendung des barocken Turms | Karsdorf              | Wetzendorf                | weitere Bilder | 51° 16′ 46″ N, 11° 38′ 35″ O   |
| St. Laurentius (Karsdorf)                         | Nüchterner, im Kern spätgotischer Bau mit dreiseitigem Ostschluss, im 19. Jh. umgebaut | Karsdorf              | Karsdorf                  | weitere Bilder | 51° 16′ 47″ N, 11° 39′ 9″ O    |
| St. Laurentius (Obschütz)                         | Kleine romanische Chorturmkirche 12./13. Jh. mit spätgotischem Fünfachtelschluss, 1716 umgebaut | Naumburg (Saale)      | Obschütz                  | weitere Bilder | 51° 13′ 44″ N, 11° 54′ 30″ O   |
| St. Laurentius (Saaleck)                          | Im Kern romanische Chorturmkirche, Schiff mehrfach umgebaut | Naumburg (Saale)      | Saaleck                   | weitere Bilder | 51° 6′ 44″ N, 11° 42′ 0″ O     |
| St. Lucia (Flemmingen)                            | Im Kern romanische Chorturmkirche, 3. V. 13. Jh., Schiff 1508 umgebaut | Naumburg (Saale)      | Flemmingen                | weitere Bilder | 51° 7′ 55″ N, 11° 45′ 58″ O    |
| St. Margarethen (Braunsroda)                      | 1744/54 entstandener Saal mit Westturm, schlichte gleichzeitige Inneneinrichtung | An der Poststraße     | Braunsroda                | weitere Bilder | 51° 9′ 52″ N, 11° 31′ 37″ O    |
| St. Maria Magdalena (Bad Bibra)                   | Neugotischer Kirchenbau unter Verwendung des Turms 1402 | Bad Bibra             | Bad Bibra                 | weitere Bilder | 51° 12′ 18″ N, 11° 34′ 48″ O   |
| St. Maria Magdalena (Wohlmirstedt)                | Stattlicher Bruchsteinbau, quadratischer Westturm und Schiff mit dreiseitigem Ostschluss, erbaut in zwei Etappen um 1494 und 1514                                                                              | Kaiserpfalz           | Wohlmirstedt              | weitere Bilder | 51° 14′ 55″ N, 11° 27′ 41″ O   |
| St. Marien (Droyßig)                              | Katholische Kirche, 1909/10 nach Plänen des Architekten Clemens Lohmer erbaut. | Droyßig               | Droyßig                   | weitere Bilder | 51° 2′ 30″ N, 12° 1′ 2″ O      |
| St. Marien (Freyburg)                             | Spätromanisch/frühgotische Kirche, im Kern roman. Basilika, zur Hallenkirche umgebaut, Straße der Romanik | Freyburg              | Freyburg                  | weitere Bilder | 51° 12′ 42″ N, 11° 46′ 16″ O   |
| St. Marien (Laucha an der Unstrut)                | Einschiffige spätgotische Saalkirche mit hohem Turm, 1476/96 | Laucha an der Unstrut | Laucha an der Unstrut     | weitere Bilder | 51° 13′ 24″ N, 11° 40′ 48″ O   |
| St. Marien (Leißling)                             | Im Kern romanische Chorturmkirche, barockisiert, ehemals farbig gefasste Flachdecke, aufwändige barocke Ausstattung                                                                                            | Weißenfels            | Leißling                  | weitere Bilder | 51° 10′ 58″ N, 11° 54′ 47″ O   |
| St. Marien und Johannes d. Täufer (Schulpforte)   | Bedeutende gotische Basilika der Zisterzienserabtei Pforte, das „älteste deutsche Beispiel einer Zisterzienser-Kirche vom ausgeprägten Typus“ (Dehio)                                                          | Naumburg (Saale)      | Schulpforte               | weitere Bilder | 51° 8′ 31″ N, 11° 45′ 10″ O    |
| St. Marien (Dehlitz/Saale)                        | Chorpartie im Kern 1500, Erweiterung E. 16. Jh., Langhaus und Westbau um 1970 abgebrochen | Lützen                | Dehlitz (Saale)           | weitere Bilder | 51° 13′ 50″ N, 12° 1′ 22″ O    |
| St. Martin (Großkorbetha)                         | Große, im Kern romanische, mehrfach umgebaute Stadtkirche | Weißenfels            | Großkorbetha              | weitere Bilder | 51° 15′ 37″ N, 12° 1′ 45″ O    |
| St. Martin (Memleben)                             | Im Kern gotische, barockisierte Kirche in Memleben, Burgenlandkreis | Kaiserpfalz           | Memleben                  | weitere Bilder | 51° 15′ 57″ N, 11° 29′ 14″ O   |
| St. Martin (Mertendorf)                           | Klassizist. Rechteckbau 1809/17 | Wethautal             | Mertendorf (bei Naumburg) | weitere Bilder | 51° 7′ 11″ N, 11° 51′ 28″ O    |
| St. Martin (Spielberg)                            | Einheitlich barocke Anlage unter Verwendung eines romanischen Chorturms, 1729–32 | Lanitz-Hassel-Tal     | Spielberg                 | weitere Bilder | 51° 8′ 33″ N, 11° 38′ 34″ O    |
| St. Mauritius (Eckartsberga)                      | 1928 bis 1930 nach einem Brand in schlichten Formen neu errichtet | Eckartsberga          | Eckartsberga              | weitere Bilder | 51° 7′ 27″ N, 11° 33′ 31″ O    |
| St. Nicasius (Casekirchen)                        | Barocke Chorturmkirche in exponierter Lage, 1721/22 | Molauer Land          | Casekirchen               | weitere Bilder | 51° 3′ 54″ N, 11° 50′ 31″ O    |
| St. Nicolai (Zeisdorf)                            | Kleiner Rechteckbau von 1729 unter Verwendung spätgotischer Bauteile mit Fachwerktürmchen | Kaiserpfalz           | Zeisdorf                  | weitere Bilder | 51° 14′ 27″ N, 11° 26′ 37″ O   |
| St. Nicolaus (Obermöllern)                        | Stattlicher neuromanischer Quaderbau mit Westturm, 1856 | Lanitz-Hassel-Tal     | Obermöllern               | weitere Bilder | 51° 9′ 46″ N, 11° 40′ 31″ O    |
| St. Othmar (Unternessa)                           | Rechteckige Saalkirche von 1795, der quadratische Westturm von 1746 | Teuchern              | Unternessa                | weitere Bilder | 51° 8′ 55″ N, 12° 1′ 2″ O      |
| St. Pankratius (Pödelist)                         | Frühgotische Chorturmkirche mit beherrschendem, querriegelartigem Turm vom Anfang des 13. Jh. | Freyburg              | Pödelist                  | weitere Bilder | 51° 12′ 27″ N, 11° 50′ 5″ O    |
| St. Peter und Paul (Zeitz)                        | Ehemalige katholische Kirche, 1894 nach Plänen des Architekten Arnold Güldenpfennig erbaut. Nach 1998 kirchliche Nutzung aufgegeben.                                                                           | Zeitz                 | Zeitz                     | weitere Bilder | 51° 3′ 14″ N, 12° 7′ 51″ O     |
| St. Petri (Hohenmölsen)                           | Saalkirche 1592/94, Westturmspitze 1875, zahlreiche Kunstwerke aus devastierten Kirchen der Region | Hohenmölsen           | Hohenmölsen               | weitere Bilder | 51° 9′ 23″ N, 12° 5′ 54″ O     |
| St. Rupertus (Poserna)                            | Turm von einer 1485 erbauten Kirche, 1897 Kirchenschiff erneuert | Lützen                | Poserna                   | weitere Bilder | 51° 12′ 52″ N, 12° 4′ 48″ O    |
| St. Sebastian (Pötewitz)                          | Große Pseudohalle aus Bruchstein, 2. H. 15. Jh. | Wetterzeube           | Pötewitz                  | weitere Bilder | 51° 0′ 18″ N, 11° 59′ 18″ O    |
| St. Trinitatis (Herrengosserstedt)                | Saalkirche 1659/79 mit zentralem Dachturm | An der Poststraße     | Herrengosserstedt         | weitere Bilder | 51° 8′ 29″ N, 11° 28′ 32″ O    |
| St. Vincenz und Gangolf (Storkau)                 | Im Kern 12. Jh., nach Kriegsschäden 1701 vergrößert | Weißenfels            | Storkau                   | weitere Bilder | 51° 13′ 36″ N, 11° 55′ 30″ O   |
| St. Wigbert (Lißdorf)                             | Saal mit spätgotischem Chorturm, neuromanischer Turmaufbau und Schiff 1852, Ladegastorgel | Eckartsberga          | Lißdorf                   | weitere Bilder | 51° 7′ 31″ N, 11° 35′ 23″ O    |
| St.-Crucis-Kirche (Görschen)                      | Im Kern romanische Chorturmkirche, barockisiert und historistisch verändert | Mertendorf            | Görschen                  | weitere Bilder | 51° 6′ 40″ N, 11° 54′ 2″ O     |
| Stadtkirche St. Wenzel                            | Spätgotische Stadtkirche in Naumburg, barocke Ausstattung, bedeutende historische Orgel | Naumburg (Saale)      | Naumburg (Saale)          | weitere Bilder | 51° 9′ 6″ N, 11° 48′ 35″ O     |
| St. Marien (Weißenfels)                           | Gotische Stadtkirche in Weißenfels, reich verzierter Chor des Weichen Stils | Weißenfels            | Weißenfels                | weitere Bilder | 51° 12′ 3″ N, 11° 58′ 17″ O    |
| Trinitatiskirche Gleina                           | Saalkirche mit nördlich stehendem Turm, 1696/97 weitgehender Neubau des Schiffes | Gleina                | Gleina                    | weitere Bilder | 51° 15′ 26″ N, 11° 43′ 14″ O   |
| Naumburger Dom                                    | Spätromanisches Bauwerk mit gotischen Chören und berühmter gotischer Bauplastik, UNESCO-Weltkulturerbe | Naumburg (Saale)      | Naumburg (Saale)          | weitere Bilder | 51° 9′ 17″ N, 11° 48′ 14″ O    |
| St. Marien (Hohenmölsen)                          | Katholische Kirche, 1947 errichtet | Hohenmölsen           | Hohenmölsen               |                | 51° 9′ 16″ N, 12° 6′ 13″ O     |
| Zeitzer Dom                                       | Im Kern romanische Basilika, im 14./15. Jh. zur gotischen Hallenkirche umgebaut. Heute kathol. Pfarrkirche | Zeitz                 | Zeitz                     | weitere Bilder | 51° 3′ 3″ N, 12° 7′ 35″ O      |

## Klöster
| Artikel                                              | Beschreibung | Gemeinde         | Ort         | Bild           | Koordinaten                  |
| ---------------------------------------------------- | --- | ---------------- | ----------- | -------------- | ---------------------------- |
| Pfalz und Kloster Memleben                           | Bedeutende Reste der Kaiserpfalz und des Klosters Memleben, Straße der Romanik                                                     | Kaiserpfalz      | Memleben    | weitere Bilder | 51° 15′ 59″ N, 11° 29′ 51″ O |
| Benediktinerkloster Bosau (Posa)                     | Kloster im Ortsteil Bosau von Zeitz, Kirche und Klausur abgetragen, nur ein ehemaliger Speicher (?) erhalten                       | Zeitz            | Posa        | weitere Bilder | 51° 3′ 8″ N, 12° 9′ 15″ O    |
| Benediktinerkloster Goseck                           | Ehemaliges Kloster, bedeutende Reste erhalten, siehe Schloss Goseck, Straße der Romanik                                            | Goseck           | Goseck      |                | 51° 11′ 33″ N, 11° 52′ 32″ O |
| Benediktinerkloster St. Georg, Naumburg an der Saale | Ehemaliges Kloster bei Naumburg (Saale), Klostergebäude nicht erhalten                                                             | Naumburg (Saale) | Naumburg    | Bild gesucht   | 51° 10′ 45″ N, 11° 46′ 36″ O |
| Franziskanerkloster Weißenfels                       | Kloster in Deutschland | Weißenfels       | Weißenfels  | Bild gesucht   | 51° 12′ 11″ N, 11° 58′ 2″ O  |
| Franziskanerkloster Zeitz                            | Ehemaliges Kloster in Zeitz, Sachsen-Anhalt                                                                                        | Zeitz            | Zeitz       | weitere Bilder | 51° 3′ 2″ N, 12° 8′ 2″ O     |
| Hospital St. Laurentii (Weißenfels)                  | Pflegeheim mit Kirche, schlichter neugot. Saalbau 19. Jh.                                                                          | Weißenfels       | Weißenfels  | weitere Bilder | 51° 12′ 23″ N, 11° 58′ 2″ O  |
| Kloster Sankt Claren                                 | Klarissenkloster in der Stadt Weißenfels in Sachsen-Anhalt                                                                         | Weißenfels       | Weißenfels  | weitere Bilder | 51° 11′ 59″ N, 11° 58′ 7″ O  |
| Kloster St. Stephan, Zeitz                           | Ehemaliges Benediktinerinnen-Kloster (1147–1541) in Zeitz, Sachsen-Anhalt; heute Pfarramt und Evangelische St. Stephanskirche      | Zeitz            | Zeitz       | weitere Bilder | 51° 3′ 4″ N, 12° 8′ 3″ O     |
| Kloster Zscheiplitz                                  | Ehemaliges Benediktinerinnen-Kloster, davon erhalten die romanische Klosterkirche und geringe Reste der Klostergebäude, profaniert | Freyburg         | Zscheiplitz | weitere Bilder | 51° 12′ 49″ N, 11° 44′ 4″ O  |
| Kollegiatstift St. Peter und Paul, Zeitz             | Kloster in Deutschland | Zeitz            | Zeitz       | Bild gesucht   | 51° 3′ 2″ N, 12° 7′ 35″ O    |
| Stift der Chorherren vom Heiligen Grab, Droyßig      | Kloster in Deutschland | Droyßig          | Droyßig     | Bild gesucht   | 51° 2′ 21″ N, 12° 1′ 25″ O   |
| Zisterzienserinnenkloster Langendorf                 | Ehemaliges Zisterzienserinnenkloster im Ortsteil Langendorf                                                                        | Weißenfels       | Langendorf  | weitere Bilder | 51° 10′ 56″ N, 11° 57′ 49″ O |
| Zisterzienserkloster Pforta                          | Ehemalige Zisterzienserabtei in Bad Kösen in Sachsen-Anhalt                                                                        | Naumburg (Saale) | Bad Kösen   | weitere Bilder | 51° 8′ 32″ N, 11° 45′ 10″ O  |

## Begräbnisstätten
| Artikel                         | Beschreibung | Gemeinde          | Ort(e)       | Bild           | Koordinaten                  |
| ------------------------------- | --- | ----------------- | ------------ | -------------- | ---------------------------- |
| Alter Friedhof (Weißenfels)     | Nach 1518 Trockenlegung des Schießgrabens und Bestattung der Toten dort, Benutzung bis 1902, dann Umwandlung des Geländes in einen Park | Weißenfels        | Weißenfels   |                | 51° 11′ 55″ N, 11° 58′ 17″ O |
| Friedhof (Weißenfels)           | Friedhof mit zahlreichen Kriegsgedenkstätten, darunter der Kriege 1866, 1870/71 sowie der Opfer des Faschismus und des Holocaust        | Weißenfels        | Weißenfels   |                | 51° 11′ 41″ N, 11° 58′ 27″ O |
| Gräberfeld von Kriechau         | Gräberfeld der Merowingerzeit des 5./6. Jahrhunderts                                                                                    | Weißenfels        | Kriechau     |                | 51° 14′ 32″ N, 12° 1′ 1″ O   |
| Gräberfeld von Obermöllern      | Gräberfeld der Merowingerzeit | Lanitz-Hassel-Tal | Obermöllern  |                | 51° 9′ 0″ N, 11° 39′ 0″ O    |
| Kreisgrabenanlage von Goseck    | Jungsteinzeitliche Kreisgrabenanlage, Funktion unsicher, möglicherweise zur Bestimmung des Äquinoktiums                                 | Goseck            | Goseck       |                | 51° 11′ 54″ N, 11° 51′ 53″ O |
| Monarchenhügel bei Großgörschen | Neolithischer Gräberhügel, diente als Beobachtungsort bei der Schlacht von Großgörschen                                                 | Lützen            | Großgörschen |                |                              |
| Mausoleum Wengelsdorf           | Neugotischer Zentralbau 1891 in Form einer oktogonalen Kapelle                                                                          | Weißenfels        | Wengelsdorf  | weitere Bilder | 51° 16′ 54″ N, 12° 2′ 23″ O  |
| Urnengräberfeld von Profen      | Großes Urnengräberfeld aus der Zeit um 85 v. Chr. bis 90 nach Chr.                                                                      | Elsteraue         | Profen       |                | 51° 8′ 0″ N, 12° 10′ 0″ O    |

 ∑ 268 Einträge